# Cwichelm (évêque)
Pour le roi du Wessex, voir Cwichelm.
Cwichelm ou Cwichhelm est un prélat anglo-saxon du VIIe siècle.

## Biographie
Cwichelm est consacré évêque de Rochester par l'archevêque Théodore de Cantorbéry. Il succède à Putta, qui a démissionné à la suite de l'invasion du Kent par le roi de Mercie Æthelred en 676. Lors de cette invasion, la ville de Rochester est ravagée, son église détruite et ses biens pillés.
Cwichelm démissionne à son tour en 678 en raison du manque de moyens dont souffre toujours son église. L'archevêque Théodore nomme Gebmund pour le remplacer. Son sort après cette date est inconnu.